# Jag ofta i mörker har famlat
Jag ofta i mörker har famlat är en sång vars verser är skrivna 1881 av Lottie Franks och refängen är skriven 1891 av Eliza Edmunds Hewitt. Musiken är komponerad av J W White eller möjligen J M White.

## Publicerad i
- Frälsningsarméns sångbok 1929 som nr 284 under rubriken "Jubel, erfarenhet och vittnesbörd".
- Frälsningsarméns sångbok 1968 som nr 392 under rubriken "Det Kristna Livet - Erfarenhet och vittnesbörd".
- Frälsningsarméns sångbok 1990 som nr 562 under rubriken "Erfarenhet och vittnesbörd".